# 軽米町
軽米町（かるまいまち）は、岩手県の北部に位置する町。九戸郡に属する。

## 地理
軽米町は、北上山地の北端にある。

### 地形
- 河川：雪谷川、瀬月内川

### 地域
- 住所一覧：狄塚、上舘、軽米、高家、小軽米、山内、長倉、晴山、蛇口、円子

### 隣接している自治体・行政区
- 岩手県二戸市
- 岩手県久慈市
- 岩手県九戸郡洋野町、九戸村
- 青森県八戸市
- 青森県三戸郡南部町、階上町

### 人口
| |                                        |  |
| 軽米町と全国の年齢別人口分布（2005年） | 軽米町の年齢・男女別人口分布（2005年） |  |
| ■紫色 ― 軽米町 ■緑色 ― 日本全国 | ■青色 ― 男性 ■赤色 ― 女性              |  |
| 軽米町（に相当する地域）の人口の推移 \| 1970年（昭和45年） \| 15,462人 \| \| \| 1975年（昭和50年） \| 14,130人 \| \| \| 1980年（昭和55年） \| 13,768人 \| \| \| 1985年（昭和60年） \| 13,487人 \| \| \| 1990年（平成2年） \| 12,646人 \| \| \| 1995年（平成7年） \| 12,290人 \| \| \| 2000年（平成12年） \| 11,863人 \| \| \| 2005年（平成17年） \| 10,997人 \| \| \| 2010年（平成22年） \| 10,209人 \| \| \| 2015年（平成27年） \| 9,333人 \| \| \| 2020年（令和2年） \| 8,421人 \| \| |                                        |  |
| 総務省統計局 国勢調査より |                                        |  |
| 1970年（昭和45年） | 15,462人                               |  |
| 1975年（昭和50年） | 14,130人                               |  |
| 1980年（昭和55年） | 13,768人                               |  |
| 1985年（昭和60年） | 13,487人                               |  |
| 1990年（平成2年） | 12,646人                               |  |
| 1995年（平成7年） | 12,290人                               |  |
| 2000年（平成12年） | 11,863人                               |  |
| 2005年（平成17年） | 10,997人                               |  |
| 2010年（平成22年） | 10,209人                               |  |
| 2015年（平成27年） | 9,333人                                |  |
| 2020年（令和2年） | 8,421人                                |  |

平成27年国勢調査より前回調査からの人口増減をみると、8.58％減の9,333人であり、増減率は県下33市町村中21位。

## 気候
寒暖の差が大きく気温の年較差、日較差が大きい顕著な大陸性気候である。降雪量が多く、周辺の自治体と同様に豪雪地帯に指定されている。
冬季は、-15℃を下回る気温が観測されることが珍しくなく、近年でも2013年1月18日に-19.5℃、2013年2月25日に-17.8℃、2014年2月22日に-17.1℃、2021年1月3日に-17.5℃、2021年1月11日に-18.2℃を観測している。
- 最高気温極値（1976/11～） 37.0℃（2025年8月4日）
- 最低気温極値（1976/11～） -23.0℃（1978年2月17日）[1]。

| 軽米（1991年 - 2020年）の気候      | 軽米（1991年 - 2020年）の気候 | 軽米（1991年 - 2020年）の気候 | 軽米（1991年 - 2020年）の気候 | 軽米（1991年 - 2020年）の気候 | 軽米（1991年 - 2020年）の気候 | 軽米（1991年 - 2020年）の気候 | 軽米（1991年 - 2020年）の気候 | 軽米（1991年 - 2020年）の気候 | 軽米（1991年 - 2020年）の気候 | 軽米（1991年 - 2020年）の気候 | 軽米（1991年 - 2020年）の気候 | 軽米（1991年 - 2020年）の気候 | 軽米（1991年 - 2020年）の気候 |
| 月                                 | 1月                           | 2月                           | 3月                           | 4月                           | 5月                           | 6月                           | 7月                           | 8月                           | 9月                           | 10月                          | 11月                          | 12月                          | 年                            |
| ---------------------------------- | ----------------------------- | ----------------------------- | ----------------------------- | ----------------------------- | ----------------------------- | ----------------------------- | ----------------------------- | ----------------------------- | ----------------------------- | ----------------------------- | ----------------------------- | ----------------------------- | ----------------------------- |
| 最高気温記録 °C （°F）             | 14.2 (57.6)                   | 17.3 (63.1)                   | 22.7 (72.9)                   | 30.0 (86)                     | 33.0 (91.4)                   | 33.8 (92.8)                   | 35.7 (96.3)                   | 37.0 (98.6)                   | 33.9 (93)                     | 28.4 (83.1)                   | 23.5 (74.3)                   | 18.4 (65.1)                   | 37.0 (98.6)                   |
| 平均最高気温 °C （°F）             | 1.4 (34.5)                    | 2.4 (36.3)                    | 6.6 (43.9)                    | 13.7 (56.7)                   | 19.6 (67.3)                   | 22.6 (72.7)                   | 25.8 (78.4)                   | 27.0 (80.6)                   | 23.3 (73.9)                   | 17.4 (63.3)                   | 11.0 (51.8)                   | 4.2 (39.6)                    | 14.6 (58.3)                   |
| 日平均気温 °C （°F）               | −2.6 (27.3)                   | −2.0 (28.4)                   | 1.6 (34.9)                    | 7.7 (45.9)                    | 13.4 (56.1)                   | 17.0 (62.6)                   | 20.9 (69.6)                   | 22.0 (71.6)                   | 18.0 (64.4)                   | 11.5 (52.7)                   | 5.5 (41.9)                    | 0.0 (32)                      | 9.4 (48.9)                    |
| 平均最低気温 °C （°F）             | −7.5 (18.5)                   | −7.3 (18.9)                   | −3.6 (25.5)                   | 1.5 (34.7)                    | 7.1 (44.8)                    | 11.8 (53.2)                   | 16.8 (62.2)                   | 17.8 (64)                     | 13.2 (55.8)                   | 5.7 (42.3)                    | 0.1 (32.2)                    | −4.5 (23.9)                   | 4.3 (39.7)                    |
| 最低気温記録 °C （°F）             | −21.7 (−7.1)                  | −23.0 (−9.4)                  | −18.8 (−1.8)                  | −10.0 (14)                    | −2.8 (27)                     | 0.1 (32.2)                    | 6.3 (43.3)                    | 6.4 (43.5)                    | 1.1 (34)                      | −4.4 (24.1)                   | −10.5 (13.1)                  | −18.6 (−1.5)                  | −23.0 (−9.4)                  |
| 降水量 mm （inch）                 | 40.1 (1.579)                  | 38.1 (1.5)                    | 54.5 (2.146)                  | 57.9 (2.28)                   | 80.5 (3.169)                  | 93.3 (3.673)                  | 150.2 (5.913)                 | 162.6 (6.402)                 | 151.0 (5.945)                 | 113.0 (4.449)                 | 60.4 (2.378)                  | 56.3 (2.217)                  | 1,050.9 (41.374)              |
| 平均降水日数 （≥1.0 mm）           | 8.1                           | 7.3                           | 8.8                           | 9.6                           | 10.1                          | 9.2                           | 11.5                          | 11.7                          | 11.4                          | 9.7                           | 10.1                          | 8.5                           | 116.1                         |
| 平均月間日照時間                   | 113.5                         | 112.2                         | 156.0                         | 178.7                         | 196.6                         | 163.3                         | 136.6                         | 156.1                         | 142.9                         | 148.9                         | 125.5                         | 109.6                         | 1,752.1                       |
| 出典1：Japan Meteorological Agency |                               |                               |                               |                               |                               |                               |                               |                               |                               |                               |                               |                               |                               |
| 出典2：気象庁                      |                               |                               |                               |                               |                               |                               |                               |                               |                               |                               |                               |                               |                               |

## 歴史

### 沿革
- 1889年（明治22年）4月1日 - 町村制が施行される。
  - 旧・軽米村、上館村、高家村、長倉村、旧晴山村の一部が合併し、北九戸郡軽米村が成立。
  - 旧・小軽米村、円子村、蛇口村が合併し、北九戸郡小軽米村が成立。
  - 山内村、狄塚村、旧・晴山村の一部が合併し、北九戸郡晴山村が成立。
- 1897年（明治30年）4月1日 - 北九戸郡と南九戸郡が合併して九戸郡となる[3]。
- 1923年（大正12年）4月26日 - 村内で大火。550戸焼失[4]。
- 1925年（大正14年）1月1日 - 軽米村が町制施行し、九戸郡軽米町となる。
- 1955年（昭和30年）1月1日 - 軽米町、小軽米村、晴山村が合併し、新たな軽米町となる。
  - 同日 - 軽米町の一部が大野村に編入される。
- 1955年（昭和30年）7月1日 - 大野村の一部を編入する。

## 行政

### 町長
現職
- 山本賢一（やまもと けんいち、2003年2月2日就任、5期目）

歴代町長

### 町役場
本庁
- 本庁舎：軽米町大字軽米10-85
- 健康ふれあいセンター、健康福祉課：軽米町大字軽米2-54-5

出張所
- 晴山出張所 : 軽米町大字晴山20-6-2
- 小軽米出張所 : 軽米町大字小軽米12-63-1

### マスコットキャラクター
- ヒエポン
- かるるん
- さるなっし～

## 姉妹都市・提携都市
国内
- 音更町（北海道河東郡）
  - 1985年（昭和60年）10月31日姉妹都市提携

## 施設

### 主な病院
- 岩手県立軽米病院：軽米町大字軽米2-54-5[参 1]

### 文化施設
- 町立図書館：軽米町大字軽米8-54（旧町役場を活用している）
- 歴史民俗資料館：軽米町大字軽米9-53-1
- えぞと大自然のロマンの森：軽米町大字軽米9-53-1
- 町立青少年ホーム：軽米町大字軽米2-42-5

### スポーツ施設
- 町民体育館：軽米町大字軽米6-34-1
- ハートフル・スポーツランド、町営野球場：軽米町大字軽米1-160-1
- 軽米町B＆G海洋センター：軽米町大字軽米7-8
- 町営運動場、テニスコート：軽米町大字軽米6-42-2
- 農村勤労福祉センター：軽米町大字軽米6-17

## 教育

### 幼稚園・保育園・こども園
- 花のまち軽米こども園：軽米町大字軽米5-17-1
- 小軽米保育園：軽米町大字小軽米6-4-4
- 晴山保育園：軽米町大字山内13-53-1
- 笹渡保育園：軽米町大字上舘58-108-13

### 小学校
- 軽米小学校：軽米町大字軽米5-34-2[参 2]
- 小軽米小学校：軽米町大字小軽米7-25-1[参 3]
- 晴山小学校：軽米町大字晴山23-35[参 4]

#### 廃校になった小学校
- 観音林小学校（2010年・晴山小学校を統合新設）
- 山内小学校（同上）
- 晴高小学校（同上）

### 中学校
- 軽米中学校：軽米町大字軽米6-17-1[参 5]

#### 廃校になった中学校
- 軽米中学校〈旧〉（2014年・軽米中学校〈新〉を統合新設）
- 晴山中学校（同上）
- 小軽米中学校（同上）
- 笹渡中学校（同上）

### 高等学校
- 岩手県立軽米高等学校：軽米町大字軽米9-34-1[参 6]

## 経済・産業

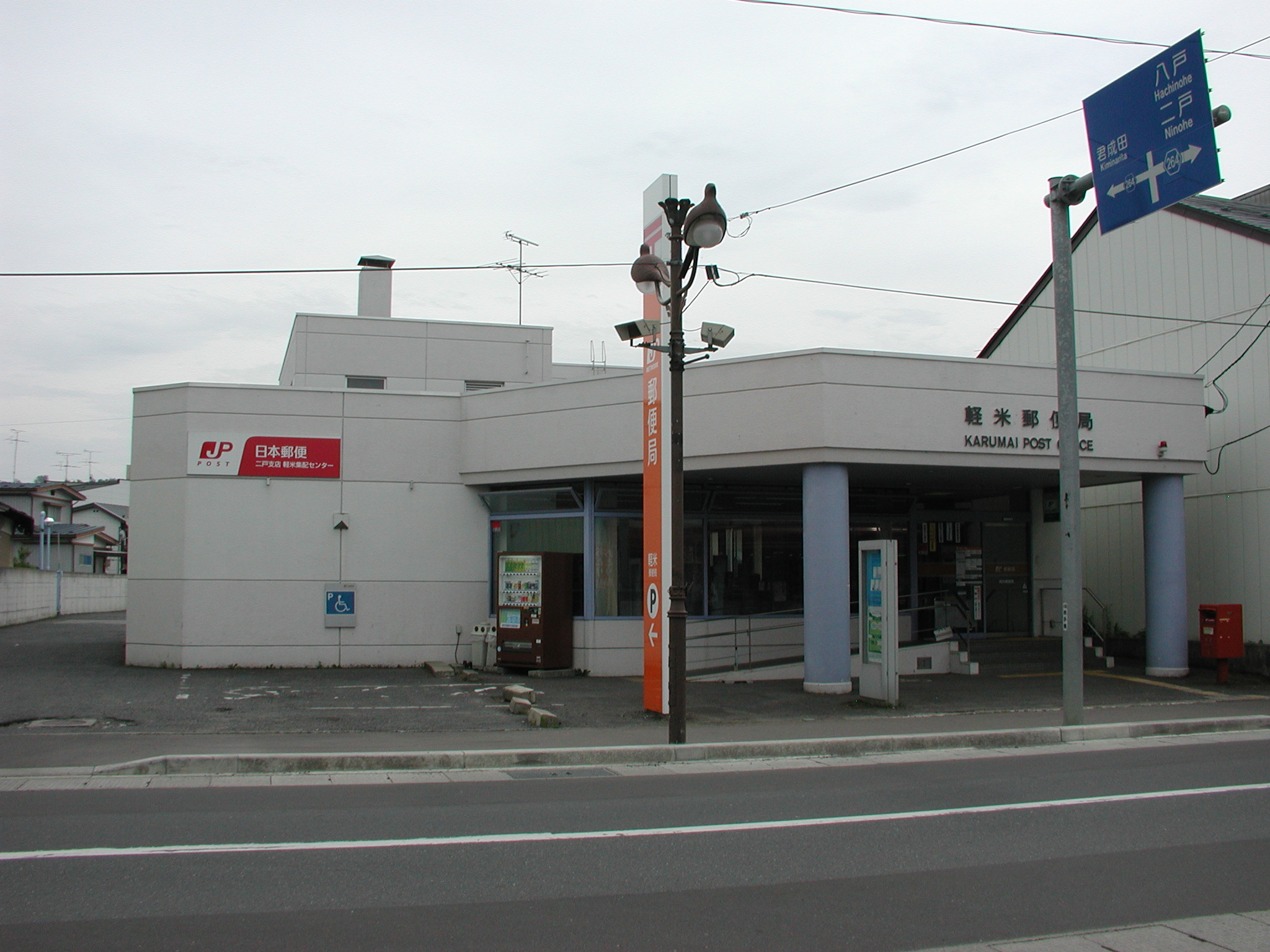
軽米郵便局

### 郵便
郵便局
- 軽米郵便局（集配局）（83022）
- 晴山郵便局（集配局）（83148）
- 小軽米郵便局 （83170）
- 円子郵便局（83253）

### 金融機関
- 岩手銀行軽米支店：軽米町大字軽米第8地割96-1
- 新岩手農業協同組合軽米支所：軽米町大字軽米8-56-5（指定金融機関）

## 交通
町内に鉄道路線はない。鉄道を使用する場合は、二戸駅あるいは八戸駅まで路線バスを利用する。

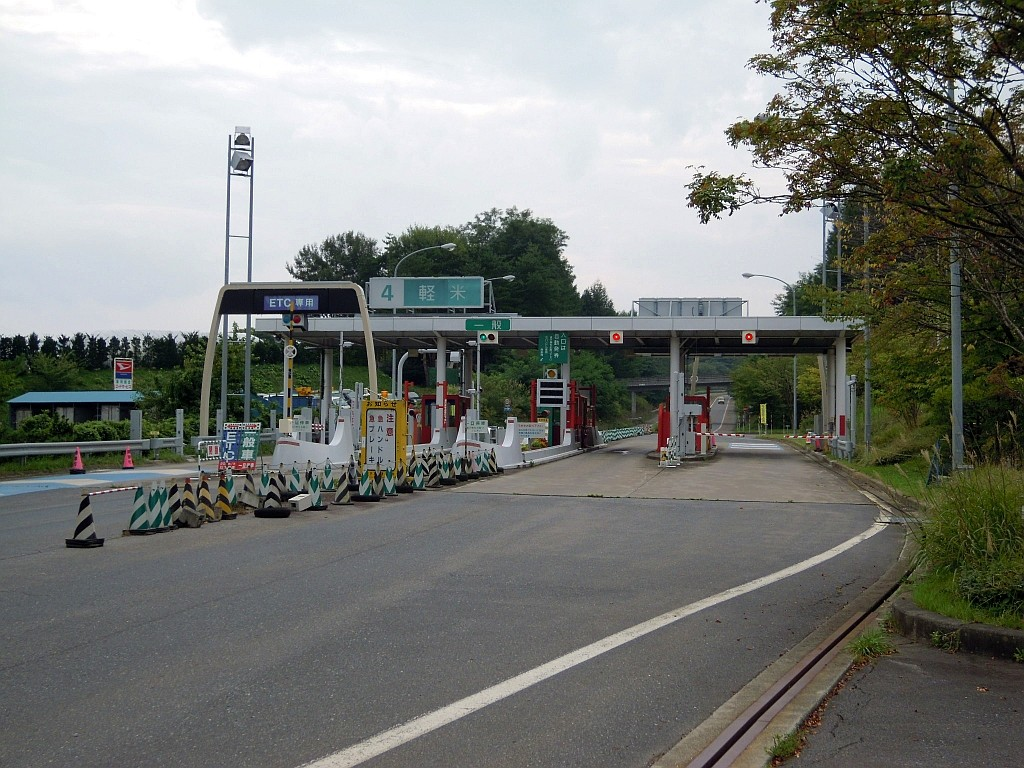
軽米IC

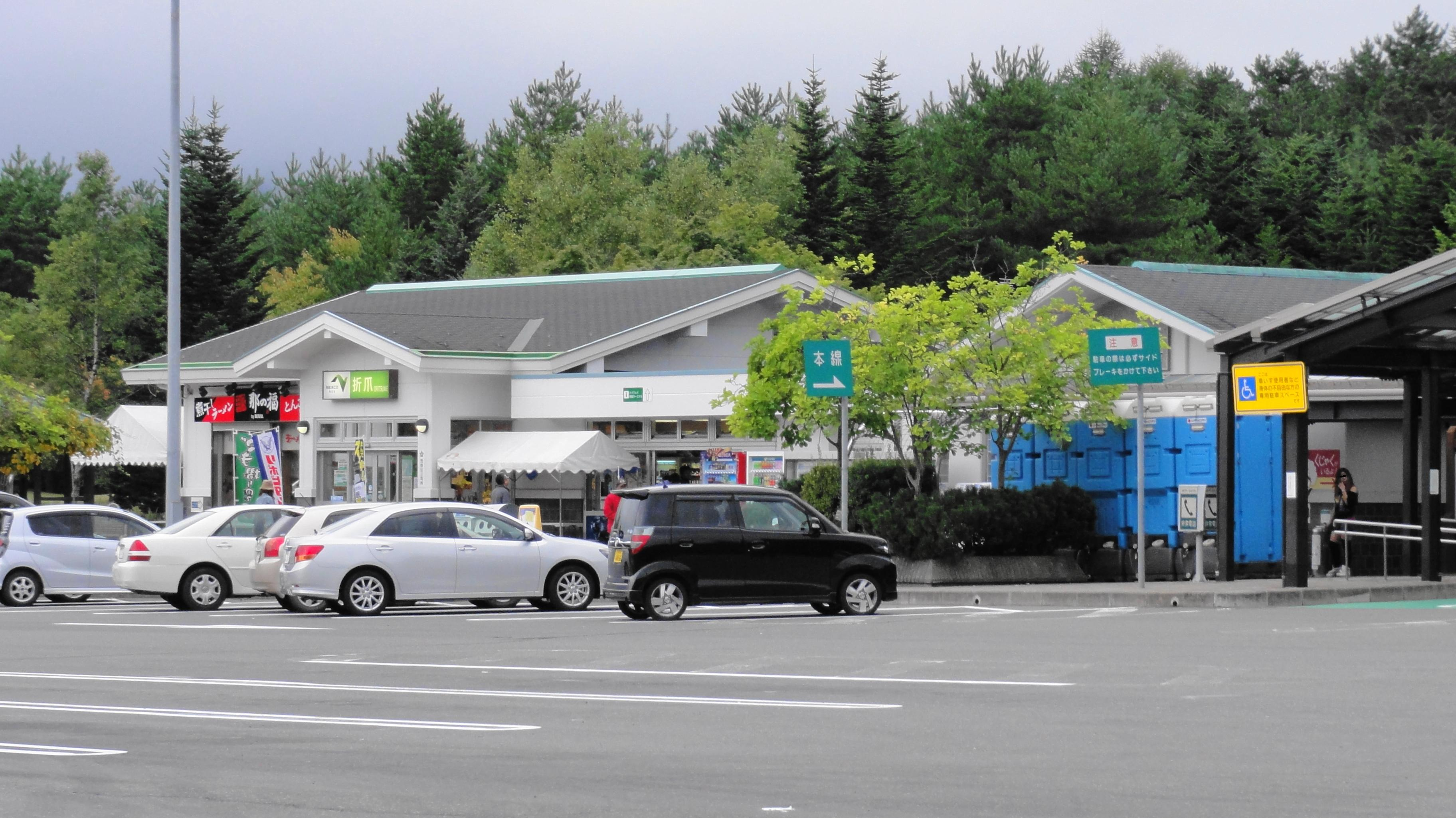
折爪SA

### バス

#### 高速バス
- シリウス号：東京駅・池袋駅⇔軽米インター・八戸・七戸十和田駅
- 八盛号：盛岡⇔軽米インター - 八戸
- 軽米高速線：八戸駅⇔軽米

#### 路線バス
- JRバス東北
  - 軽米線：二戸駅 - 観音林 - 軽米新町 - 軽米病院前
- 岩手県北バス
  - 軽米 - 大野線：軽米インター - 軽米新町 - 軽米病院前 - 陸中大野
  - 伊保内 - 軽米線：伊保内営業所 - 大沢 - 軽米病院前 - 軽米新町
- 南部バス(岩手県北自動車南部支社)
  - 八戸 - 軽米線：八戸ラピアバスセンター - 八戸中心街 - 西里 - 軽米新町 - 軽米病院前
  - 八戸 - 大野線：八戸ラピアバスセンター - 八戸中心街 - 田代 - 笹渡 - 陸中大野

### 道路
- 高速自動車国道
  - E4A 八戸自動車道
    - 折爪SA - 軽米IC
- 一般国道
  - 国道340号
  - 国道395号
- 主要地方道
  - 岩手県道20号軽米種市線
  - 岩手県道22号軽米九戸線
  - 岩手県道・青森県道33号軽米名川線
  - 岩手県道42号戸呂町軽米線
- 一般県道
  - 岩手県道264号二戸軽米線
  - 岩手県道292号大野山形線

## 防災無線の時報

### 曲目・時間帯
| 放送時刻 (JST) | 曲目               |
| -------------- | ------------------ |
| 06:00          | 恋はみずいろ       |
| 12:00          | 春まだ浅く         |
| 18:00          | 遠き山に日は落ちて |

## 出身人物
- 影虎和彦 - 大相撲力士
- 北上秋彦 - 小説家
- 福ノ里邦男 - 大相撲力士
- 古舘春一 - 漫画家
- 神久保翔也（甘党男子） - アイドル

## 旧跡
- 晴山館址 - 晴山地区にある城址。九戸政実の乱で九戸方の大将格だった晴山治部少輔の居城とされる。
- 乃木将軍愛馬雷号の墓 - 軽米町西里の駒形神社にある。乃木希典の愛馬、雷号は晩年を軽米で過ごした[5]。

## トラブル
出身者である古舘春一が執筆した漫画「ハイキュー!!」は舞台を宮城県と設定しているが、主人公が通う高校の体育館が古館の出身校である軽米高校の体育館との類似や、町内の景色が漫画の背景と類似が指摘されており、2024年の映画公開後は聖地巡礼に訪れるファンが増加した。町では撮影スポットの案内、作中の登場人物の好物を再現したメニュー、町内で使える商品券をプレゼントするキャンペーンなどを始めたが、著作権を管理する集英社や東宝から表立って作品タイトルを使用することは著作権侵害の可能性があると指摘を受けた。使用料が高額なため町の予算では支払いが難しいという。
なお舞台となった宮城県では公式な許可を得てコラボレーションが行われており、仙台市ではキャラクターを観光大使に任命している。

### 参照
1. ↑  岩手県立軽米病院
2. ↑  軽米小学校
3. ↑  小軽米小学校
4. ↑  軽米小学校
5. ↑  軽米中学校
6. ↑  岩手県立軽米高等学校